# 长椿街
39°53′40″N 116°21′26″E / 39.89449°N 116.35719°E
长椿街是位于北京市西城区中部的一条道路。

## 简介
长椿街北起宣武门西大街，南到广安门内大街，因街上有明朝的长椿寺而得名。长椿寺建于明朝万历二十年（1592年），孝定皇太后奉水斋掸师在此居住，万历帝赐额曰长椿寺，寓意祝求太后健康长寿；清朝乾隆二十一年（1756年）重修，规模宏大，保存至今。中国最后一个状元刘春霖，逝世后曾在该寺停灵。民国十六年（1927年）4月28日，李大钊被处决后，灵柩曾在长椿寺暂停，三天后改厝于长椿寺西南的浙寺（原址位于今宣武医院内）。民国二十二年（1933年），在中共地下党领导下，不少革命团体的数千人在浙寺举行了隆重的悼念仪式，悼念李大钊。仪式结束后，他们为烈士送葬，经长椿街南口赴菜市口，再去万安公墓。
长椿街原来的走向和现在不同，原先从宣武门西大街向南，到长椿寺北侧拐向东南，沿着长椿寺的北墙一直到下斜街南口，然后再折向西南，顺着下斜街的走向直到广安门内大街。因长椿寺得名的长椿街北段，明朝称“长椿寺路”、“长营”、“竹林寺”。长椿街南部的路段，明朝时称“西斜街”，其西有老君堂；清朝和中华民国称“下斜街”，老君堂改建成土地庙，该街遂称“土地庙斜街”，又称“槐柏树斜街”。1965 年，南、北两段统一称为“长椿街”。
2001年，宣武区改造长椿街，将其打通为南北笔直的宽阔道路。原来沿着长椿寺北墙的那段从西北向东南的道路，以及从原来的下斜街南口向西南方向的路段，仍然属于长椿街。长椿寺被保留下来，处在新旧道路之间占地面积约2万平方米的长椿街三角地北端，三角地内在长椿寺以南还建起一块占地面积1.4公顷的“长椿苑休闲广场”。
原来长椿街39号是全浙会馆，原为高阳李文勤别墅，后来被赵恒夫购得，更名为“寄园”，后来捐作全浙会馆，内有敬贤堂、花园戏台等等建筑。鲁迅常到全浙会馆。为悼念邵飘萍、林白水烈士，民国十七年（1928年）在全浙会馆举行了隆重的悼念仪式。此处向南是宣武医院，过去是都土地庙和浙寺的位置。都土地庙农历每逢三日、十三日、二十三日有庙会，是老北京四大庙会之一。
北京地铁2号线长椿街站位于长椿街北口。